# Mark Eacersall
Mark Eacersall est un scénariste de cinéma, réalisateur de court-métrage et un auteur de bande dessinée français. Il est également comédien et monteur. Il est lauréat du Fauve Polar SNCF au festival d'Angoulême 2021, avec le dessinateur Marion Mousse, pour la bande dessinée GoSt 111.

## Biographie
Mark Eacersall a exercé de nombreux métiers du spectacle et des médias avant de se recentrer sur le scénario de bande dessinée. En 2021, il reçoit le Fauve Polar SNCF pour GoSt 111, son premier roman graphique sorti en 2020.

## Œuvre

### Cinéma
- Heures sup (court-métrage) de Mark Eacersall, 2006 : réalisation et scénario
- L'Attracteur étrange (court-métrage) de Justine Gasquet, 2007 : scénario
- Tragédie Grouick (court-métrage) de Matthieu Van Eeckhout et Mark Eacersall, 2009 : réalisation et scénario
- Jogging Category (court-métrage) de Martin Le Gall, 2009 : scénario
- Pop Redemption de Martin Le Gall, 2013[4] : scénario, adaptation et comédien (rôle du gendarme au festival Hellfest)
- Kaamelott : Premier Volet de Alexandre Astier, 2021 : comédien (le péager)

### Télévision
- 2011 : À la maison pour Noël, téléfilm réalisé par Christian Merret-Palmair, adaptation

### Scénarios de bande dessinée
- GoSt 111[5],[6], avec Marion Mousse (dessin) et Henri Scala (scénario), Glénat, 2020.
- Tananarive[7],[8], avec Sylvain Vallée (dessin), et Delf (couleurs) Glénat, 2021
- Pitcairn - l'île des révoltés du bounty, avec Sébastien Laurier (scénario), Gyula  Németh (dessin), Glénat, 
  - 1. Terre promise[9], 2022
  - 2. Nouvelle vie[10], 2022
  - 3. Révolte[11], 2023
  - 4. Sauver nos âmes[12], 2024
- Cristal 417 [13], avec Boris Golzio (dessin) et Henri Scala (scénario), Glénat, 2022
- Kleos[14], avec Serge Latapy (scénario) et Amélie Causse (dessin), Grand Angle, 2023
  - Celui qui rêvait de gloire T1, 2023 (le tome 2 ne paraîtra jamais, l'éditeur faisant le choix de sortir directement l'histoire complète afin de répondre aux attentes des lecteurs) [15]
- A mourir entre les bras de ma nourrice[16],[17], avec Raphaël Pavard (dessin) et Henri Scala (scénario), Glénat, 2024. Nommé pour le Fauve Polar SNCF du FIBD[18] en 2025.
- Calle Málaga[19], avec James Blondel (dessin), Grand Angle, 2025.

## Prix et distinctions BD
- 2021 : Fauve Polar SNCF au festival d'Angoulême, avec Marion Mousse et Henri Scala, pour GoSt111[3],[20]
- 2022 : Meilleur Récit court de l'année aux BD Gest'Arts pour Tananarive, avec Sylvain Vallée[21]
  - Prix Mission Culture du festival Chambéry BD pour Tananarive, avec Sylvain Vallée[22]
  - Prix À l'ombre de la Tour d'Ivoire du Festival de Tours pour Tananarive, avec Sylvain Vallée[23]
  - Prix Voyage SNCF / À Tours de bulles pour Tananarive, avec Sylvain Vallée[24]
- 2023 : Prix du jury BD des Rencontres archéologiques de la Narbonnaise pour Kleos, avec Serge Latapy et Amélie Causse [25]
- 2024 : Prix RTL - Cultura du mois de janvier pour A mourir entre les bras de ma nourrice, avec Henri Scala et Raphaël Pavard [26]
  - Prix de la BD antiquisante au Forum du livre péplum (Nîmes) pour Kleos, avec Serge Latapy et Amélie Causse [27]
- 2025 : Prix du Meilleur album étranger édité au Portugal (éditions ASA Editores) du Festival Amadora BD de Lisbonne pour Tananarive [28]
  - Prix du meilleur album étranger (Mikros Iros Publications) aux Greek Comics Awards 2025 au Comicdom CON d'Athènes pour Tananarive